# جيان فرانكو بوتاتزو
جيان فرانكو بوتاتزو (بالإيطالية: Gian Franco Bottazzo)‏ هو طبيب إيطالي. في عام 1986 حصل على جائزة الملك فيصل الدولية في الطب مع ليليو أورتشي وألبرت رينولد لمساهماتهما في فهم مرض السكري.